# Le Lamentin
Pour les articles homonymes, voir Lamentin.
Le Lamentin (Lanmantin) est une commune française, située dans la collectivité territoriale unique de Martinique. Avec ses 62,32 km2 et ses près de 40 000 habitants, elle est respectivement la plus vaste commune en superficie de la Martinique et la deuxième ville la plus peuplée après Fort-de-France. C'est aussi la première ville industrielle et le poumon économique de l'île. En effet, elle abrite sur son territoire cinq zones industrielles et deux ZAC (ZI la Lézarde, ZI de la Jambette, ZI Les Mangles Acajou, ZI les Hauts de Californie, ZI de Places d'Armes, ZAC du Lareinty, ZAC de Manhity), la raffinerie de pétrole (La Sara) et les deux plus grands centres commerciaux de l'île (La Galleria et Place d'Armes). Sur le plan administratif, on trouve dans la commune du Lamentin, de grandes administrations telles que la CGSS (Caisse Générale de Sécurité Sociale), la CAF (Caisse d'Allocations Familiales) et la Chambre d'Agriculture. La commune du Lamentin accueille aussi sur son territoire l'aéroport international Martinique Aimé Césaire.

## Géographie

### Situation
La commune, intégrée à l'agglomération de Fort-de-France, et se situe à peu près au centre de l'île de la Martinique.
Cette commune accueille l'aéroport international Martinique Aimé Césaire, l'hippodrome de Carrère et les principales zones industrielles de la Martinique. Elle est traversée par la rivière la Lézarde, la plus longue de l'île (33 km).

### Climat
Le climat y est de type tropical.
| Mois                                             | jan.         | fév.          | mars         | avril         | mai          | juin          | jui.         | août          | sep.          | oct.          | nov.         | déc.         | année      |
| ------------------------------------------------ | ------------ | ------------- | ------------ | ------------- | ------------ | ------------- | ------------ | ------------- | ------------- | ------------- | ------------ | ------------ | ---------- |
| Température minimale moyenne (°C)                | 22,1         | 21,8          | 22,1         | 22,9          | 24           | 24,8          | 24,8         | 24,4          | 23,9          | 23,5          | 23,2         | 22,6         | 23,3       |
| Température moyenne (°C)                         | 25,5         | 25,4          | 25,8         | 26,5          | 27,4         | 27,8          | 27,7         | 27,8          | 27,6          | 27,3          | 26,8         | 26           | 26,8       |
| Température maximale moyenne (°C)                | 28,8         | 28,9          | 29,4         | 30,2          | 30,7         | 30,7          | 30,7         | 31,2          | 31,4          | 31,1          | 30,3         | 29,5         | 30,2       |
| Record de froid (°C) date du record              | 14,2 30.1954 | 14,6 25.1955  | 16,1 03.1962 | 16,6 24.1967  | 18,7 10.1964 | 20,2 17.1968  | 20,1 31.1955 | 19,9 22.1976  | 19 16.1964    | 19,1 20.1959  | 17,2 21.1970 | 14,2 25.1964 | 14,1 1964  |
| Record de chaleur (°C) date du record            | 32,1 31.1998 | 32,9 12.2015  | 34,4 10.2010 | 34,1 07.1998  | 33,7 08.2016 | 33,7 08.2011  | 32,8 29.2020 | 34,2 15.2020  | 35,2 24.2020  | 35,4 07.2012  | 34,1 20.2019 | 32,1 21.1995 | 35,4 2012  |
| Ensoleillement (h)                               | 181          | 193,8         | 223,1        | 209,1         | 216,5        | 189,4         | 204,2        | 221,5         | 207,9         | 190,7         | 173,2        | 169,5        | 2 379,9    |
| Précipitations (mm)                              | 120,6        | 83,1          | 83,2         | 105,9         | 134,5        | 174,5         | 206,9        | 258           | 225,4         | 279,3         | 278,8        | 144,7        | 2 094,9    |
| Record de pluie en 24 h (mm) date du record      | 69,5 27.1982 | 112,4 21.2000 | 70 05.1948   | 169,6 11.1981 | 91 10.1970   | 129,6 11.1962 | 95,1 28.2020 | 249,6 26.1995 | 269,3 07.1967 | 308,2 03.1990 | 193 11.2005  | 173 07.1976  | 308,2 1990 |
| Nombre de jours avec précipitations              | 18,8         | 14,1          | 13,7         | 12,2          | 13,2         | 17,8          | 20,5         | 20,4          | 19,2          | 19,6          | 19,7         | 18,6         | 207,8      |
| dont nombre de jours avec précipitations ≥ 10 mm | 3,2          | 1,8           | 2            | 2,8           | 3,7          | 5,3           | 6,6          | 7,4           | 6,8           | 7,7           | 8,1          | 3,9          | 59,2       |

| Diagramme climatique                                  |              |              |               |             |               |               |             |               |               |               |               |
| J                                                     | F            | M            | A             | M           | J             | J             | A           | S             | O             | N             | D             |
| 28,822,1120,6                                         | 28,921,883,1 | 29,422,183,2 | 30,222,9105,9 | 30,724134,5 | 30,724,8174,5 | 30,724,8206,9 | 31,224,4258 | 31,423,9225,4 | 31,123,5279,3 | 30,323,2278,8 | 29,522,6144,7 |
| Moyennes : • Temp. maxi et mini °C • Précipitation mm |              |              |               |             |               |               |             |               |               |               |               |

## Urbanisme

### Typologie
Le Lamentin est une commune urbaine, car elle fait partie des communes denses ou de densité intermédiaire, au sens de la grille communale de densité de l'Insee,,,. Elle appartient à l'unité urbaine du Lamentin, une agglomération intra-départementale regroupant 1 commune et 39 346 habitants en 2022, dont elle est une ville isolée,.
Par ailleurs la commune fait partie de l'aire d'attraction de Fort-de-France, dont elle est une commune du pôle principal. Cette aire, qui regroupe 28 communes, est catégorisée dans les aires de 200 000 à moins de 700 000 habitants,.
La commune, bordée par la mer des Caraïbes à l'ouest, est également une commune littorale au sens de la loi du 3 janvier 1986, dite loi littoral. Des dispositions spécifiques d’urbanisme s’y appliquent dès lors afin de préserver les espaces naturels, les sites, les paysages et l’équilibre écologique du littoral, par exemple le principe d'inconstructibilité, en dehors des espaces urbanisés, sur la bande littorale des 100 mètres, ou plus si le plan local d’urbanisme le prévoit,.

### Voies de communication et transports

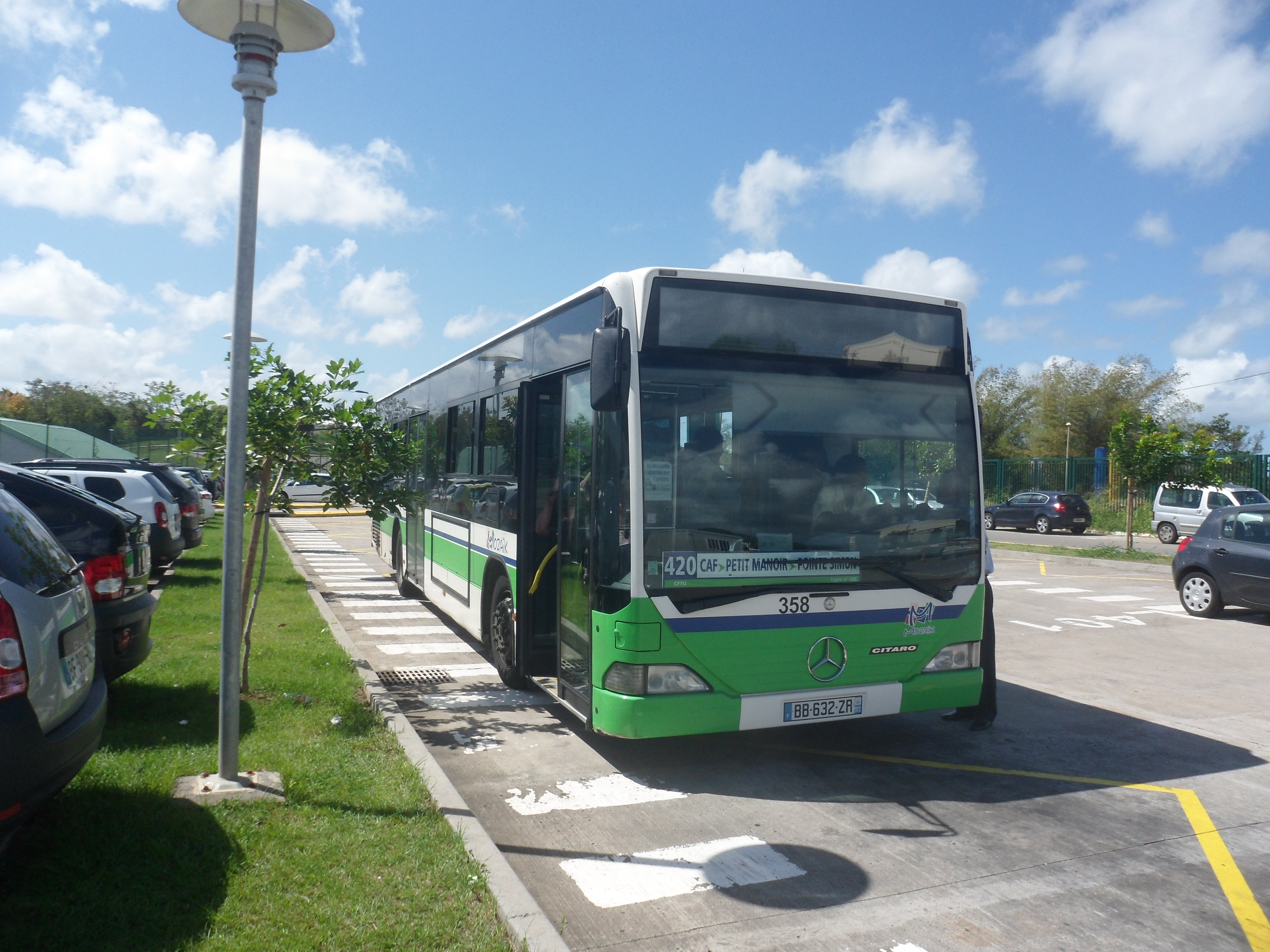
La ligne 420 Mozaïk dessert la ville du Lamentin.

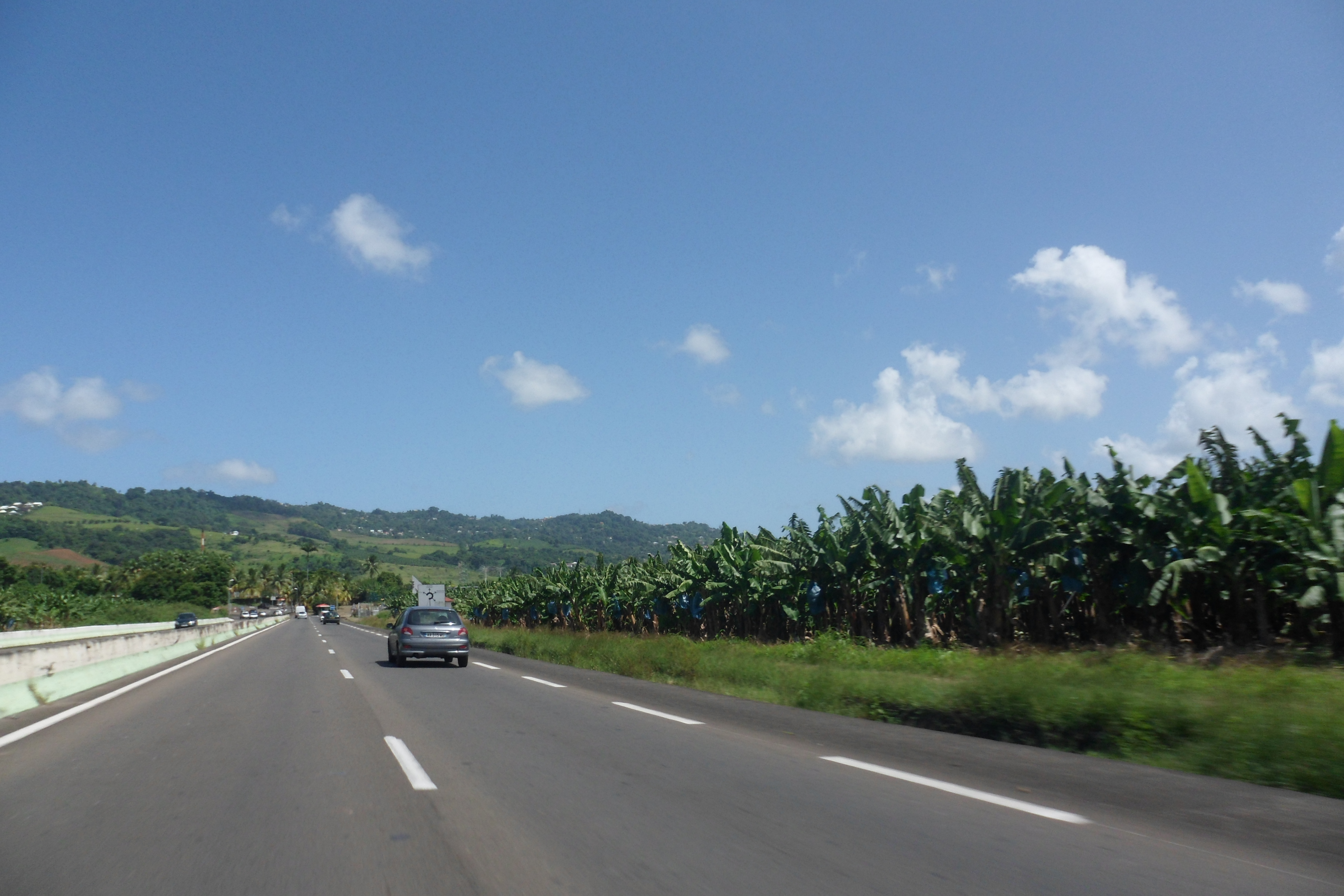
La route nationale 1 dessert la commune du Lamentin.

La commune bénéficie de la présence de l'aéroport international Martinique Aimé Césaire.
La ville du Lamentin est desservie par le réseau de transports urbains Mozaïk.
Un TCSP effectué avec des bus à haut niveau de service. La ligne relie le centre-ville de Fort-de-France (Pointe Simon) au Lamentin à l'échangeur de Carrère, ou alors va jusqu'à la place Mahault.

## Toponymie
La commune se nomme ainsi car les berges de la rivière la Lézarde étaient fréquemment visitées par les lamantins, aujourd'hui disparus des Petites Antilles. Un jour, un lamantin a été retrouvé échoué sur les berges de la rivière et depuis la commune porte ce nom. On peut d'ailleurs aujourd'hui en voir une très belle représentation sous la forme d'une statue devant la mairie de la commune.

## Histoire
Cette basse région de la Martinique, avec sa mangrove et ses pays noyés par les fortes pluies, conserve dans son nom, le souvenir de ces pacifiques animaux, chassés pour leur viande par les premiers habitants amérindiens et européens....

## Politique et administration

### Rattachements administratifs et électoraux
Le Lamentin appartient à l'arrondissement de Fort-de-France et vote pour les représentants de l'Assemblée de Martinique.
Avant 2015, la commune était divisée en trois cantons :
- Le Lamentin-1-Sud-Bourg
- Le Lamentin-2-Nord
- Le Lamentin-3-Est

Pour l’élection des députés, la commune fait partie de la première circonscription de la Martinique.

### Intercommunalité
La commune appartient à la communauté d'agglomération du Centre de la Martinique.

### Jumelages
- Santiago de Cuba (Cuba), signé en 1996 par Pierre Samot, maire du Lamentin et Nicolas Carbonell, maire de Santiago de Cuba.

### Tendances politiques et résultats
Le Lamentin a été pendant 53 ans (1945-1998) le bastion du Parti communiste martiniquais. En effet, le Lamentin a depuis la fin de la Seconde Guerre mondiale connu trois maires communistes, Fernand Guillon, Georges Gratiant et Pierre Samot.
Aujourd'hui, le Lamentin est le fief de Bâtir le pays Martinique, un parti fondé par Pierre Samot après sa démission du Parti communiste martiniquais en 1998. Ce parti détenait la mairie et les trois anciens cantons du Lamentin.

## Population et société

### Démographie
L'évolution du nombre d'habitants est connue à travers les recensements de la population effectués dans la commune depuis 1961, premier recensement postérieur à la départementalisation de 1946. À partir de 2006, les populations de référence des communes sont publiées annuellement par l'Insee. Le recensement repose désormais sur une collecte d'information annuelle, concernant successivement tous les territoires communaux au cours d'une période de cinq ans. Pour les communes de plus de 10 000 habitants les recensements ont lieu chaque année à la suite d'une enquête par sondage auprès d'un échantillon d'adresses représentant 8 % de leurs logements, contrairement aux autres communes qui ont un recensement réel tous les cinq ans,.

En 2022, la commune comptait 39 346 habitants, en évolution de −2,06 % par rapport à 2016 (Martinique : −4,11 %, France hors Mayotte : +2,11 %).
| 1961   | 1967   | 1974   | 1982   | 1990   | 1999   | 2006   | 2011   | 2016   |
| ------ | ------ | ------ | ------ | ------ | ------ | ------ | ------ | ------ |
| 16 211 | 18 553 | 23 145 | 26 367 | 30 028 | 35 460 | 39 847 | 39 458 | 40 175 |

| 2021   | 2022   | - | - | - | - | - | - | - |
| ------ | ------ | - | - | - | - | - | - | - |
| 39 641 | 39 346 | - | - | - | - | - | - | - |

### Enseignement
Enseignement secondaire : Les collèges et lycées du Lamentin :
- Collège Édouard Glissant de Place d'Armes

- Collège Mandy François-Elie de Place d'Armes

- Collège de Petit-Manoir

- Collège privé Lisette Moutachy

- Lycée général Acajou 1

- Lycée général et technologique Acajou 2

- Lycée professionnel Léopold Bissol de Petit-Manoir

- Lycée professionnel de Place d'Armes

Il y a aussi 8 écoles maternelles et 12 écoles primaires sur le territoire de la commune du Lamentin.

### Sports et loisirs

#### Équipements sportifs
- Stade Georges-Gratiant, 10 000 places (quartier Place-d'Armes)
- Stade Yves-Adèle (Bourg du Lamentin)
- Anneau cyclable "Vénérand Ragoo" du Stade Yves Adèle[22]
- Palais des Sports (quartier Petit-Manoir)
- Piscine olympique communautaire Pierre Samot (quartier Petit Manoir)
- Complexe sportif de Basse-Gondeau
- Hippodrome de Carrère (dénommé Hippodrome de Martinique - Maurice Bruère-Dawson)

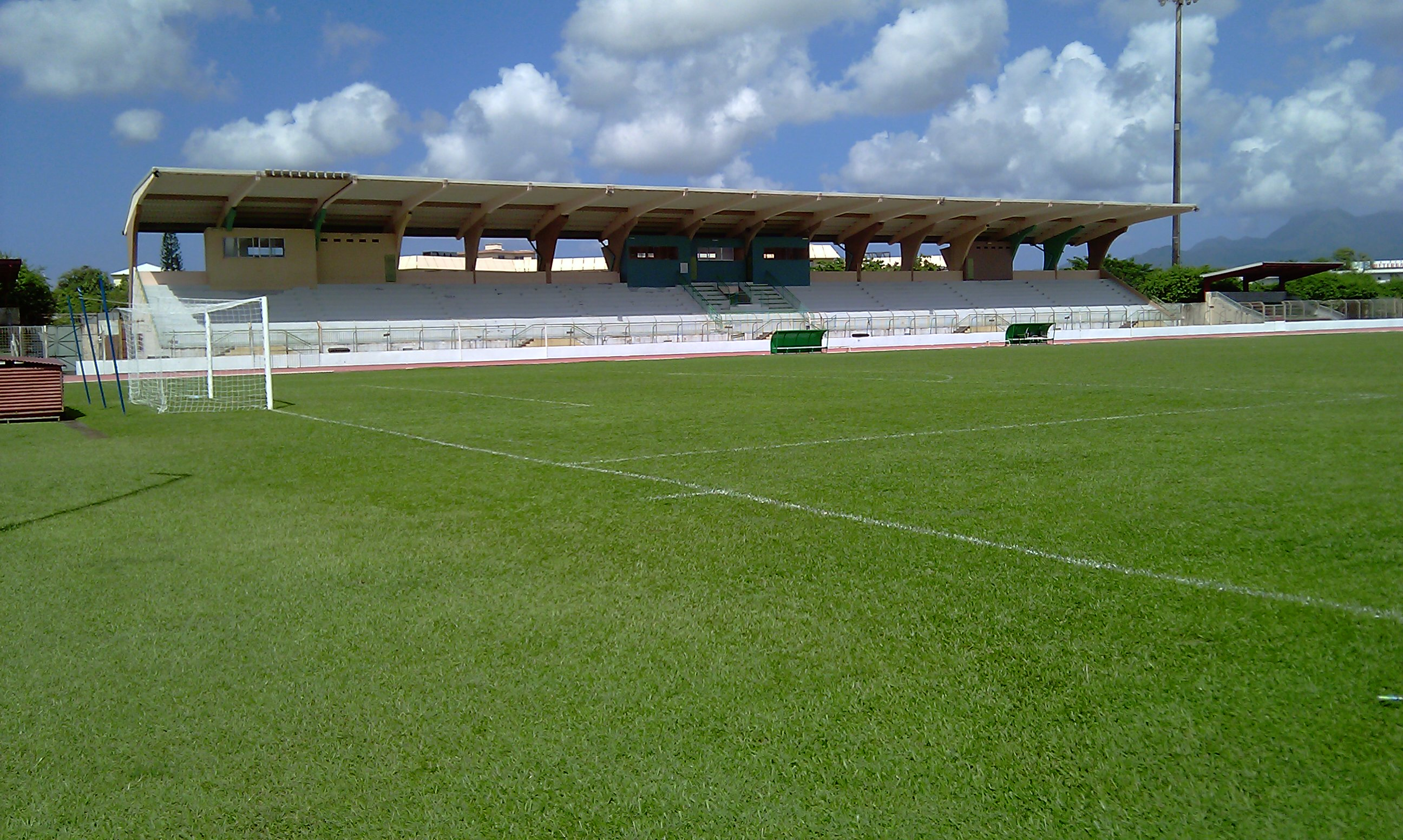
Le stade Georges-Gratiant.

#### Clubs sportifs
- Football : Aiglon du Lamentin, Sporting-Club Lamentinois, CS Bélimois, ASC Morne Pitault, ASPTT Foot.

L'Aiglon du Lamentin, l'équipe phare de la commune a remporté 4 fois le Championnat de la Martinique de football en 1984, 1991, 1992 et 1998 et 3 fois la Coupe de la Martinique de football en 1995, 1996 et 2009 et la Ligue Antilles en 2011 et 2020. Les grands joueurs de l'histoire de l'Aiglon du Lamentin sont : Thierry Tinmar, ancien joueur du Paris Saint-Germain durant les années 1980, Garry Bocaly, ancien footballeur professionnel de l'Olympique de Marseille et de l'Équipe de France espoirs, Eddy Heurlié, ancien joueur de l'ES Troyes AC, Thierry Fondelot, Hilaire Délin, Philippe Victorin, Bruno Jean-Louis, Georges Gertrude, Patrick Cadol, Maurice Narcisse, Laurent Lagrand et Jean-Manuel Nédra, tous anciens joueurs sélectionnés en Équipe de la Martinique de football.
Le CS Bélimois, emmené par Patrick Percin, Eddy Heurlié, Thierry Honoré et Laurent Lagrand remporte la Coupe de la Martinique de football en 2012.
- Futsal : La Relève Lamentinoise, Casablanca FC
- Handball : Aiglon du Lamentin, Sporting-Club Lamentinois, Étoile de Gondeau, CS Bélimois, JSC Pelletier, RC Basse Gondeau, FR Sarrault, FR Roches-Carrées
- Basket ball : Sporting-Club Lamentinois, Aiglon du Lamentin
- Cyclisme : Madinina Bikers, ECL (Etoile Cycliste Lamentinoise)
- Athlétisme : Aiglon du Lamentin, CS Bélimois, La Cigogne
- Natation : Longvilliers Club
- Yole Ronde : Sponsors : CDTM-EDF, nom de la yole : "Sé pa zafew", patron : Mario Malfleury

### Médias
- Télévision : Martinique 1ère, ATV Martinique

La Lorraine, bière, y est brassée.

## Économie
Le Lamentin est une des communes les plus dynamiques de Martinique et accueille plus de 3 000 entreprises sur son territoire. Elle bénéficie de sa proximité avec Fort-de-France, de sa position centrale dans l'île et de la présence de l'aéroport.
Elle constitue également le 2e bassin d'emploi de la Martinique après Fort-de-France. Elle accueille la raffinerie de la Société anonyme de la raffinerie des Antilles.

## Culture locale et patrimoine

### Lieux et monuments
- L'église Saint-Laurent du Lamentin : érigée à la fin du XVIIe siècle, l'église Saint-Laurent (rue Schœlcher) a pris son allure actuelle au XIXe siècle et au XXe siècle. Les vitraux dus au maître verrier Dagrant et les encadrements de leurs fenêtres ont été inscrits au titre des monuments historiques en 1995[24].
- le marché couvert du Lamentin : achevé en 1847, il est le plus ancien des marchés couverts subsistant en Martinique, dans un style des halles de Baltard. Le bâtiment est classé depuis 2023[25].

### Personnalités liées à la commune
- Édouard Glissant, a passé son enfance au Lamentin. Romancier, poète, essayiste et philosophe, il obtient le prix Renaudot en 1958, le prix Puterbaugh aux États-Unis en 1989 et le prix Roger Caillois en 1991. Édouard Glissant est fondateur du mouvement littéraire l'Antillanité et du concept philosophique « Le Tout Monde ». D'ailleurs un collège situé au Lamentin porte son nom.
- Raphaël Élizé, premier Antillais maire d'une commune de France métropolitaine.
- Georges Gratiant, né à Saint-Esprit, avocat, maire du Lamentin de 1959 à 1989 et conseiller général de 1970 à 1985 et conseiller régional de 1983 à 1990 et président du conseil général de la Martinique de 1946 à 1947. Il fut aussi cofondateur en 1957 du Parti communiste martiniquais. En son hommage, le stade de football de la ville a été nommé Stade Georges-Gratiant.
- Pierre Samot, maire du Lamentin de 1989 à 2018 et ancien conseiller général et régional et député de la Martinique de 2002 à 2003. Il a été aussi président de la communauté d'agglomération du Centre de la Martinique (CACEM) de 2008 à 2014. Pierre Samot est fondateur en 1998 du parti politique Bâtir le pays Martinique. En son hommage, la piscine olympique communautaire du Lamentin a été nommée le 27 février 2022 du nom de Pierre Samot.
- André Aliker, journaliste assassiné en 1934, une rue dans le Bourg du Lamentin lui rend hommage.
- Pierre Aliker, médecin et ancien premier adjoint d'Aimé Césaire à la mairie de Fort-de-France de 1957 à 2001. Il est en 1958 cofondateur avec Aimé Césaire du Parti progressiste martiniquais . Une rue dans le Bourg du Lamentin lui rend également hommage.
- Josette Manin, conseillère municipale de 1983 à 2014, 2e adjointe au maire du Lamentin de 2008 à 2014, conseillère générale de 2001 à 2015, présidente du conseil général de la Martinique de 2011 à 2015 et députée de la Martinique depuis 2017. Josette Manin est la première femme présidente du conseil général et la première femme députée de l'histoire de la Martinique. Josette Manin est depuis le 27 juin 2021, conseillère à l'Assemblée de Martinique.
- Manuéla Kéclard-Mondésir, née au Lamentin, députée de la Martinique de 2018 à 2022 et ancienne adjointe au maire de Saint-Joseph de 2014 à 2020. Elle a été aussi  conseillère régionale de 2010 à 2015. Elle est la deuxième femme députée de l'histoire de la Martinique.
- Philippe Edmond-Mariette, avocat, 1er adjoint au maire du Lamentin de 2008 à 2012, député de la Martinique de 2003 à 2007 et membre du conseil économique social et environnemental de 2015 à 2021. Philippe Edmond-Mariette a été de 2021 à 2023 conseiller à l'Assemblée de Martinique.
- Thélus Léro, ancien sénateur de 1946 à 1948 et coauteur du Manifeste Légitime défense en 1932.
- Jane Léro, pionnière du féminisme en Martinique. Elle fonde en 1944 l'Union des Femmes de la Martinique avec d'autres militantes.
- Étienne Léro, poète, coauteur du Manifeste Légitime défense en 1932 et rédacteur de la revue Tropiques en 1941.
- Jeanne Nardal, née au Lamentin, écrivaine, philosophe et essayiste, sœur de Paulette Nardal.
- Jean-Jacques Acquevillo, est un handballeur professionnel du club de l'USAM Nîmes Gard  et de l'équipe de France évoluant au poste d'arrière gauche.
- Wesley Pardin, est un handballeur professionnel  du club Pays d'Aix UC et de l'équipe de France évoluant au poste de Gardien de but.
- Emmanuel Rivière, ancien joueur de football professionnel de l'AS Monaco, de l'AS Saint-Etienne, de Newcastle United Football Club et de l'Equipe de France espoirs[26].
- Thierry Tinmar, ancien footballeur professionnel du Paris Saint-Germain, du Stade lavallois et du Red Star durant les années 1980.
- Ronald Pognon, athlète, ancien recordman de France du 100 mètres et médaillé de bronze par équipes aux Jeux olympiques de Londres de 2012 au 4 × 100 m.
- Mandy François-Elie, athlète handisport. Elle remporte lors des Jeux paralympiques d'été de 2012 à Londres la médaille d'or sur 100 mètres dans la catégorie T37[27]. Aux Championnats du monde d'athlétisme handisport 2013, elle est sacrée championne sur 100 mètres[28] et sur 200 mètres[29]. En son hommage, le collège Place-d'Armes 2 du Lamentin porte le nom de Mandy François-Élie.
- Marielle Amant, ancienne joueuse professionnelle de basket-ball de Roche Vendée, de Villeneuve-d'Ascq et de l'Équipe de France.
- Magloire Pélage, officier dans l'armée française pendant la Révolution française.
- Victor Sillon, natif de la localité, athlète international ayant battu à sept reprises le record de France de la perche entre 1948 et 1960.
- Léon Papin Dupont, vénérable de l'Église catholique.
- Meryl : chanteuse de rap. Ces principaux tubes Béni, Ah lala, Désolé, Coucou, Wollan, La Brume et Mes billets dépassent plus d'un million de vues sur Youtube.
- E.sy Kennenga, originaire du Lamentin, auteur-compositeur-interprète de reggae et dance hall.

### Héraldique
| Blason | Blasonnement : Taillé de gueules à la colombe stylisée d'argent accompagnée en chef du mot "PAX" de même, et d'or à six abeilles de sable disposées 2-3-1 accompagnées en pointe du mot "LABOR" d'argent liseré de sable. |